# Penwithick
Penwithick es una localidad situada en el condado de Cornualles, en Inglaterra (Reino Unido), con una población en 2016 de 1856 habitantes.
Se encuentra ubicada al oeste de la península del Suroeste, cerca de la orilla del canal de Bristol y del canal de la Mancha (océano Atlántico). Mientras que cae en una parroquia civil diferente Penwithick tiene un distrito electoral en su propio nombre. La población de la sala en el censo de 2011 fue de 4.479.
Existen planes para construir un nuevo asentamiento Baal & West Carclaze al sur del pueblo como parte de la ecociudad de St Austell y Clay Country. El plan incluiría entre 1.800 y 2.500 viviendas. El plan fue aprobado en julio de 2009.